# Giải vô địch bóng đá thế giới 1934
Giải bóng đá vô địch thế giới 1934 (tên chính thức là 1934 Football World Cup - Italy / Campionato Mondiale di Calcio) là giải bóng đá vô địch thế giới lần thứ hai và đã được tổ chức từ 27 tháng 5 đến 10 tháng 6 năm 1934 tại Ý. Đây là lần đầu tiên giải bóng đá vô địch thế giới được tổ chức tại châu Âu và một quốc gia theo chủ nghĩa phát xít.
Sau thành công của World Cup 1930, số đội tuyển đăng ký tăng vọt khiến giải lần đầu tiên có vòng loại. Đây là giải duy nhất mà đội chủ nhà cũng phải tham dự vòng loại và đội đương kim vô địch (Uruguay) không tham dự để tẩy chay các đội châu Âu bởi vì họ không đến nước mình dự giải năm 1930. Đội tuyển Anh tiếp tục tẩy chay giải đấu do không phải thành viên FIFA. Thông tin nổi bật khác là đội tuyển Ai Cập là đội tuyển quốc gia đầu tiên thuộc châu Phi tham dự một kỳ World Cup.
Kỳ World Cup này có sự tổ chức với quy mô vượt trội về điều kiện vật chất so với giải năm 1930 khi có 8 sân vận động được xây mới hay sửa chữa trên toàn nước Ý. Nhưng cũng như Thế vận hội 1936, giải đấu này bị chính quyền Ý mang làm công cụ tuyên truyền cho chủ nghĩa phát xít khiến có đôi chút làm giảm sự thành công của giải.
Sau 15 ngày và 17 trận đấu, Đội tuyển bóng đá quốc gia Ý lên ngôi vô địch.

## Vòng loại
Đây là lần đầu tiên giải có vòng loại, 32 đội bóng được chia thành 12 nhóm để thi đấu chọn ra 16 đội vào vòng chung kết.

## Địa điểm
| BolognaFirenzeGenovaMilanoNapoliRomaTriesteTorino | BolognaFirenzeGenovaMilanoNapoliRomaTriesteTorino | Milano                        | Bologna                     |
| ------------------------------------------------- | ------------------------------------------------- | ----------------------------- | --------------------------- |
| BolognaFirenzeGenovaMilanoNapoliRomaTriesteTorino | BolognaFirenzeGenovaMilanoNapoliRomaTriesteTorino | Sân vận động San Siro         | Sân vận động Littoriale     |
| BolognaFirenzeGenovaMilanoNapoliRomaTriesteTorino | BolognaFirenzeGenovaMilanoNapoliRomaTriesteTorino | Sức chứa: 55.000              | Sức chứa: 50.100            |
| BolognaFirenzeGenovaMilanoNapoliRomaTriesteTorino | BolognaFirenzeGenovaMilanoNapoliRomaTriesteTorino |                               |                             |
| BolognaFirenzeGenovaMilanoNapoliRomaTriesteTorino | BolognaFirenzeGenovaMilanoNapoliRomaTriesteTorino | Roma                          | Firenze                     |
| BolognaFirenzeGenovaMilanoNapoliRomaTriesteTorino | BolognaFirenzeGenovaMilanoNapoliRomaTriesteTorino | Sân vận động Nazionale PNF    | Sân vận động Giovanni Berta |
| BolognaFirenzeGenovaMilanoNapoliRomaTriesteTorino | BolognaFirenzeGenovaMilanoNapoliRomaTriesteTorino | Sức chứa: 47.300              | Sức chứa: 47.290            |
| BolognaFirenzeGenovaMilanoNapoliRomaTriesteTorino | BolognaFirenzeGenovaMilanoNapoliRomaTriesteTorino |                               |                             |
| Napoli                                            | Genova                                            | Torino                        | Trieste                     |
| Sân vận động Giorgio Ascarelli                    | Sân vận động Luigi Ferraris                       | Sân vận động Benito Mussolini | Sân vận động Littorio       |
| Sức chứa: 40.000                                  | Sức chứa: 36.703                                  | Sức chứa: 28.140              | Sức chứa: 8.000             |
|                                                   |                                                   |                               |                             |

## Sơ đồ thi đấu
|  | Round of 16          | Round of 16          |                       |       | Tứ kết        | Tứ kết        |                    |                    | Bán kết | Bán kết |  |  | Chung kết | Chung kết |
|  |                      |                      |                       |       |               |               |                    |                    |         |         |  |  |           |           |
|  | 27 tháng 5 - Roma    |                      |                       |       |               |               |                    |                    |         |         |  |  |           |           |
|  |                      |                      |                       |       |               |               |                    |                    |         |         |  |  |           |           |
|  | Ý                    | 7                    |                       |       |               |               |                    |                    |         |         |  |  |           |           |
|  | Ý                    | 7                    | 31/5 và 1/6 – Firenze |       |               |               |                    |                    |         |         |  |  |           |           |
|  | Hoa Kỳ               | 1                    |                       |       |               |               |                    |                    |         |         |  |  |           |           |
|  | Hoa Kỳ               | 1                    | Ý (đá lại)            | 1 (1) |               |               |                    |                    |         |         |  |  |           |           |
|  | 27 tháng 5 - Genoa   |                      | Ý (đá lại)            | 1 (1) |               |               |                    |                    |         |         |  |  |           |           |
|  |                      | Tây Ban Nha          | 1 (0)                 |       |               |               |                    |                    |         |         |  |  |           |           |
|  | Tây Ban Nha          | Tây Ban Nha          | 1 (0)                 | 3     |               |               |                    |                    |         |         |  |  |           |           |
|  | Tây Ban Nha          |                      | 3 tháng 6 – Milano    | 3     |               |               |                    |                    |         |         |  |  |           |           |
|  | Brasil               | 1                    |                       |       |               |               |                    |                    |         |         |  |  |           |           |
|  | Brasil               | 1                    | Ý                     | 1     |               |               |                    |                    |         |         |  |  |           |           |
|  | 27 tháng 5 - Torino  |                      | Ý                     | 1     |               |               |                    |                    |         |         |  |  |           |           |
|  |                      | Áo                   | 0                     |       |               |               |                    |                    |         |         |  |  |           |           |
|  | Áo (hiệp phụ)        | Áo                   | 0                     | 3     |               |               |                    |                    |         |         |  |  |           |           |
|  | Áo (hiệp phụ)        | 31 tháng 5 - Bologna |                       | 3     |               |               |                    |                    |         |         |  |  |           |           |
|  | Pháp                 | 2                    |                       |       |               |               |                    |                    |         |         |  |  |           |           |
|  | Pháp                 | 2                    | Áo                    | 2     |               |               |                    |                    |         |         |  |  |           |           |
|  | 27 tháng 5 - Napoli  |                      | Áo                    | 2     |               |               |                    |                    |         |         |  |  |           |           |
|  |                      | Hungary              | 1                     |       |               |               |                    |                    |         |         |  |  |           |           |
|  | Hungary              | Hungary              | 1                     | 4     |               |               |                    |                    |         |         |  |  |           |           |
|  | Hungary              |                      | 10 tháng 6 - Roma     | 4     |               |               |                    |                    |         |         |  |  |           |           |
|  | Ai Cập               | 2                    |                       |       |               |               |                    |                    |         |         |  |  |           |           |
|  | Ai Cập               | 2                    | Ý (hiệp phụ)          | 2     |               |               |                    |                    |         |         |  |  |           |           |
|  | 27 tháng 5 - Trieste |                      | Ý (hiệp phụ)          | 2     |               |               |                    |                    |         |         |  |  |           |           |
|  |                      | Tiệp Khắc            | 1                     |       |               |               |                    |                    |         |         |  |  |           |           |
|  | Tiệp Khắc            | Tiệp Khắc            | 1                     | 2     |               |               |                    |                    |         |         |  |  |           |           |
|  | Tiệp Khắc            | 31 tháng 5 - Torino  |                       | 2     |               |               |                    |                    |         |         |  |  |           |           |
|  | România              | 1                    |                       |       |               |               |                    |                    |         |         |  |  |           |           |
|  | România              | 1                    | Tiệp Khắc             | 3     |               |               |                    |                    |         |         |  |  |           |           |
|  | 27 tháng 5 - Milano  |                      | Tiệp Khắc             | 3     |               |               |                    |                    |         |         |  |  |           |           |
|  |                      | Thụy Sĩ              | 2                     |       |               |               |                    |                    |         |         |  |  |           |           |
|  | Thụy Sĩ              | Thụy Sĩ              | 2                     | 3     |               |               |                    |                    |         |         |  |  |           |           |
|  | Thụy Sĩ              |                      | 3 tháng 6 - Roma      | 3     |               |               |                    |                    |         |         |  |  |           |           |
|  | Hà Lan               | 2                    |                       |       |               |               |                    |                    |         |         |  |  |           |           |
|  | Hà Lan               | 2                    | Tiệp Khắc             | 3     |               |               |                    |                    |         |         |  |  |           |           |
|  | 27 tháng 5 - Firenze |                      | Tiệp Khắc             | 3     |               |               |                    |                    |         |         |  |  |           |           |
|  |                      | Đức                  | 1                     |       | Tranh hạng ba | Tranh hạng ba |                    |                    |         |         |  |  |           |           |
|  | Đức                  | Đức                  | 1                     | 5     | Tranh hạng ba | Tranh hạng ba |                    |                    |         |         |  |  |           |           |
|  | Đức                  | 31 tháng 5 - Milano  | 31 tháng 5 - Milano   | 5     |               |               | 7 tháng 6 - Napoli | 7 tháng 6 - Napoli |         |         |  |  |           |           |
|  | Bỉ                   | 31 tháng 5 - Milano  | 31 tháng 5 - Milano   | 2     |               |               | 7 tháng 6 - Napoli | 7 tháng 6 - Napoli |         |         |  |  |           |           |
|  | Bỉ                   | Đức                  | 2                     | 2     | Đức           | 3             |                    |                    |         |         |  |  |           |           |
|  | 27 tháng 5 - Bologna | Đức                  | 2                     |       | Đức           | 3             |                    |                    |         |         |  |  |           |           |
|  |                      | Thụy Điển            | 1                     |       | Áo            | 2             |                    |                    |         |         |  |  |           |           |
|  | Thụy Điển            | Thụy Điển            | 1                     | 3     | Áo            | 2             |                    |                    |         |         |  |  |           |           |
|  | Thụy Điển            |                      |                       | 3     |               |               |                    |                    |         |         |  |  |           |           |
|  | Argentina            | 2                    |                       |       |               |               |                    |                    |         |         |  |  |           |           |
|  | Argentina            | 2                    |                       |       |               |               |                    |                    |         |         |  |  |           |           |

## Vòng 16 đội
| Tây Ban Nha                               | 3–1      | Brasil       |
| ----------------------------------------- | -------- | ------------ |
| Iraragorri 18' (ph.đ.), 25' · Lángara 29' | Chi tiết | Leônidas 55' |

| Hungary                                  | 4–2      | Ai Cập         |
| ---------------------------------------- | -------- | -------------- |
| Teleki 11' · Toldi 27', 61' · Vincze 53' | Chi tiết | Fawzi 31', 39' |

| Thụy Sĩ                         | 3–2      | Hà Lan               |
| ------------------------------- | -------- | -------------------- |
| Kielholz 7', 43' · Abegglen 69' | Chi tiết | Smit 19' · Vente 84' |

| Ý                                                                 | 7–1      | Hoa Kỳ      |
| ----------------------------------------------------------------- | -------- | ----------- |
| Schiavio 18', 29', 64' · Orsi 20', 69' · Ferrari 63' · Meazza 90' | Chi tiết | Donelli 57' |

| Tiệp Khắc             | 2–1      | România   |
| --------------------- | -------- | --------- |
| Puč 50' · Nejedlý 67' | Chi tiết | Dobay 11' |

| Thụy Điển                    | 3–2      | Argentina              |
| ---------------------------- | -------- | ---------------------- |
| Jonasson 9', 67' · Kroon 79' | Chi tiết | Belis 4' · Galateo 48' |

| Áo                                     | 3–2 (s.h.p.) | Pháp                                |
| -------------------------------------- | ------------ | ----------------------------------- |
| Sindelar 44' · Schall 93' · Bican 109' | Chi tiết     | Nicolas 18' · Verriest 116' (ph.đ.) |

| Đức                                                | 5–2      | Bỉ                |
| -------------------------------------------------- | -------- | ----------------- |
| Kobierski 25' · Siffling 49' · Conen 66', 70', 87' | Chi tiết | Voorhoof 29', 43' |

## Tứ kết
| Áo                       | 2–1      | Hungary            |
| ------------------------ | -------- | ------------------ |
| Horvath 8' · Zischek 51' | Chi tiết | Sárosi 60' (ph.đ.) |

| Ý           | 1–1 (s.h.p.) | Tây Ban Nha  |
| ----------- | ------------ | ------------ |
| Ferrari 44' | Chi tiết     | Regueiro 30' |

| Đức              | 2–1      | Thụy Điển  |
| ---------------- | -------- | ---------- |
| Hohmann 60', 63' | Chi tiết | Dunker 82' |

| Tiệp Khắc                               | 3–2      | Thụy Sĩ                  |
| --------------------------------------- | -------- | ------------------------ |
| Svoboda 24' · Sobotka 49' · Nejedlý 82' | Chi tiết | Kielholz 18' · Jäggi 78' |

Đá lại
| Ý          | 1–0      | Tây Ban Nha |
| ---------- | -------- | ----------- |
| Meazza 11' | Chi tiết |             |

## Bán kết
| Ý          | 1–0      | Áo |
| ---------- | -------- | -- |
| Guaita 19' | Chi tiết |    |

| Tiệp Khắc             | 3–1      | Đức       |
| --------------------- | -------- | --------- |
| Nejedlý 19', 71', 80' | Chi tiết | Noack 62' |

## Tranh hạng ba
| Đức                        | 3–2      | Áo                      |
| -------------------------- | -------- | ----------------------- |
| Lehner 1', 42' · Conen 27' | Chi tiết | Horvath 28' · Sesta 54' |

## Chung kết
| Ý                       | 2–1 (s.h.p.) | Tiệp Khắc |
| ----------------------- | ------------ | --------- |
| Orsi 81' · Schiavio 95' | Chi tiết     | Puč 71'   |

## Vô địch
| Vô địch World Cup 1934 Ý Lần đầu |

## Cầu thủ ghi bàn
| 5 bàn - Oldřich Nejedlý 4 bàn - Edmund Conen - Angelo Schiavio 3 bàn - Raimundo Orsi - Leopold Kielholz 2 bàn - Johann Horvath - Bernard Voorhoof - Antonín Puč - Abdelrahman Fawzi - Karl Hohmann - Ernst Lehner - Géza Toldi - Giovanni Ferrari - Giuseppe Meazza - José Iraragorri - Sven Jonasson | 1 bàn - Ernesto Belis - Alberto Galateo - Josef Bican - Toni Schall - Karl Sesta - Matthias Sindelar - Karl Zischek - Leônidas - Jiří Sobotka - František Svoboda - Jean Nicolas - Georges Verriest - Stanislaus Kobierski - Rudolf Noack - Otto Siffling - György Sárosi - Pál Teleki - Jenő Vincze - Enrique Guaita - Kick Smit | 1 bàn (tiếp) - Leen Vente - Ştefan Dobay - Isidro Lángara - Luis Regueiro - Gösta Dunker - Knut Kroon - André Abegglen - Willy Jäggi - Aldo Donelli |

## Bảng xếp hạng giải đấu
| Hạng                  | Đội         | Tr | T | H | B | BT | BB | HS | Điểm |
| --------------------- | ----------- | -- | - | - | - | -- | -- | -- | ---- |
| 1                     | Ý           | 4  | 3 | 1 | 0 | 11 | 3  | +8 | 7    |
| 2                     | Tiệp Khắc   | 4  | 3 | 0 | 1 | 9  | 6  | +3 | 6    |
| 3                     | Đức         | 4  | 3 | 0 | 1 | 11 | 8  | +3 | 6    |
| 4                     | Áo          | 4  | 2 | 0 | 2 | 7  | 7  | 0  | 4    |
| Bị loại ở tứ kết      |             |    |   |   |   |    |    |    |      |
| 5                     | Tây Ban Nha | 2  | 1 | 1 | 0 | 4  | 2  | +2 | 3    |
| 6                     | Hungary     | 2  | 1 | 0 | 1 | 5  | 4  | +1 | 2    |
| 7                     | Thụy Sĩ     | 2  | 1 | 0 | 1 | 5  | 5  | 0  | 2    |
| 8                     | Thụy Điển   | 2  | 1 | 0 | 1 | 4  | 4  | 0  | 2    |
| Bị loại ở vòng 16 đội |             |    |   |   |   |    |    |    |      |
| 9                     | Argentina   | 1  | 0 | 0 | 1 | 2  | 3  | −1 | 0    |
| 9                     | Pháp        | 1  | 0 | 0 | 1 | 2  | 3  | −1 | 0    |
| 9                     | Hà Lan      | 1  | 0 | 0 | 1 | 2  | 3  | −1 | 0    |
| 12                    | România     | 1  | 0 | 0 | 1 | 1  | 2  | −1 | 0    |
| 13                    | Ai Cập      | 1  | 0 | 0 | 1 | 2  | 4  | −2 | 0    |
| 14                    | Brasil      | 1  | 0 | 0 | 1 | 1  | 3  | −2 | 0    |
| 15                    | Bỉ          | 1  | 0 | 0 | 1 | 2  | 5  | −3 | 0    |
| 16                    | Hoa Kỳ      | 1  | 0 | 0 | 1 | 1  | 7  | −6 | 0    |